# Roland Schubert (Philosoph)
Roland Schubert (* 10. September 1936 in Radis; † 17. September 1996 in Magdeburg) war ein deutscher Philosoph und Hochschullehrer. Er gehörte zur Kommission des Politischen Beratenden Ausschusses der Warschauer Vertragsstaaten.

## Leben
Robert Schubert wurde in Radis in der preußischen Provinz Sachsen geboren und erlebte als Kind die Auswirkungen des Zweiten Weltkrieges. Nach dem Schulbesuch ging er an die Karl-Marx-Universität Leipzig, um Philosophie im Hauptfach zu studieren. 1959 wurde er wissenschaftlicher Assistent an der Hochschule für Schwermaschinenbau in Magdeburg, wo er hauptsächlich philosophische Seminare und Übungen durchführte. Im Jahre 1966 wurde Robert Schubert dort Wissenschaftsorganisator der Abteilung Philosophie. Im September 1968 übernahm er die Leitung der Lehrgruppe Philosophie in der Sektion Marxismus-Leninismus der Technischen Hochschule Magdeburg. Zwei Monate später, am 28. November 1968, wurde er an der Fakultät für Gesellschaftswissenschaften der Technischen Hochschule Magdeburg zum Dr. phil. promoviert. Seine Dissertation zum Thema Über Wesen und Funktion der sozialistischen Parteilichkeit als Denk- und Verhaltensweise sozialistischer Persönlichkeiten umfasst 135 Blatt. Fortan war Roland Schubert im DDR-Bezirk Magdeburg für die linentreue Weiterbildung der Staatsbürgerkundelehrer zuständig und legte einige Publikationen zum Problem des gesellschaftlichen Bewusstseins in der DDR vor. Daneben betreute er mehrere Doktoranden und war an der marxistisch-leninistischen Abendschule der Hochschullehrer in Magdeburg tätig. Ferner war er Mitglied der Kommission des Politischen Beratenden Ausschusses der Warschauer Vertragsstaaten. 
Zum 1. September 1988 wurde er durch den Minister für Hoch- und Fachschulwesen der DDR, Hans-Joachim Böhme, zum außerordentlichen Professor der Technischen Hochschule "Otto von Guericke" Magdeburg berufen. Nur wenige Tage nach seinem 60. Geburtstag starb Robert Schubert 1996 in Magdeburg.